# Улица Маршала Ерёменко (Москва)
Улица Маршала Ерёменко — улица Москвы в районе Некрасовка Юго-Восточного административного округа. Проходит от улицы Вертолётчиков до улицы Кожуховская Горка.

## Название
Проектируемый проезд № 1282Б получил название улица Маршала Ерёменко в январе 2018 года. Проезд назван в честь прославленного кавалериста, Маршала Советского Союза, Героя Советского Союза Андрея Ивановича Ерёменко (1892—1970).

## Описание
Улица начинается от улицы Вертолётчиков, проходит на северо-восток до улицы Кожуховская Горка. В настоящее время улица полностью не сформирована, ведётся застройка.